# ديفيد ووكر
ديفيد ووكر (24 نوفمبر 1993 في الولايات المتحدة - ) (بالإنجليزية: David Walker)‏ هو لاعب كرة سلة أمريكي في مركز مدافع مسدد الهدف.

## وصلات خارجية
- ديفيد ووكر على موقع الدوري الأوروبي لكرة السلة (الإنجليزية)
- ديفيد ووكر على موقع الدوري الإسباني لكرة السلة (الإسبانية)
- ديفيد ووكر على موقع كرة السلة الأوروبية.كوم (الإنجليزية)
- ديفيد ووكر على موقع كلية كرة السلة في سبورتس رفرنس.كوم (الإنجليزية)
- ديفيد ووكر على موقع ريلجم (الإنجليزية)
- ديفيد ووكر على موقع بروبوليرز (الإنجليزية)
- ديفيد ووكر على موقع سبورتس رفرنس (الإنجليزية)